# نیامه ریپین
نیامه ریپین (به انگلیسی: Niamh Rippin) ژیمناست زادهٔ ۳۰ مارس ۱۹۹۴ میلادی اهل کشور بریتانیا است.